# Östblocket

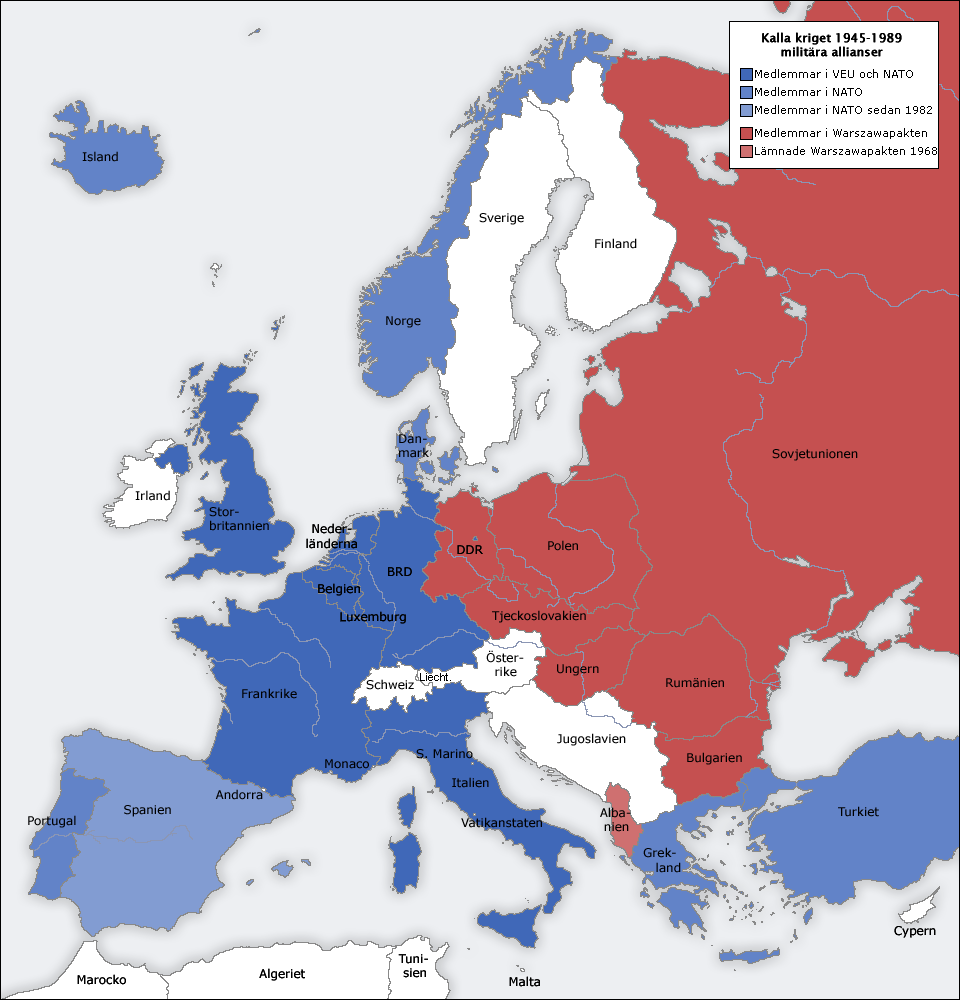
Europa under det kalla kriget, separerat av järnridån.
Färgkoder:
Västblocket
Östblocket
Alliansfria stater

Östblocket, öststaterna, kommunistblocket, Sovjetblocket är en benämning på Sovjetunionen och dess bundsförvanter under kalla kriget från andra världskrigets slut 1945, till revolutionerna i Östeuropa som inleddes 1989, följdes av Tysklands återförening i oktober 1990 vilket i sin tur slutligen följdes av Sovjetunionens sammanbrott i december 1991. Till östblocket brukade man räkna Warszawapaktens medlemmar och ett antal andra länder med kommunistiskt styre, såsom Mongoliet, Kuba och Nordkorea, där de flesta tillhörde Comecon eller hade andra handelsfördrag med Sovjetunionen. Öststaterna är en något snävare beteckning, och omfattade normalt bara de länder i östblocket som låg i Öst- och Centraleuropa.
Kina räknades till östblocket så länge landet var allierat med Sovjetunionen, men efter brytningen mellan de kommunistiska regimerna i de båda länderna brukade man inte längre räkna in Kina i begreppet. Somliga ville även räkna in Jugoslavien i östblocket på grund av att även det hade en kommunistisk regim, men efter hand som landet intog en allt mer oberoende roll i relationen till Sovjetunionen och dess satellitstater sågs det vanligen som en alliansfri stat. 
Finland hade VSB-avtalet med Sovjetunionen, men detta var en följd av fredsavtalet 1947 och eftersom Finland i övrigt hade demokrati och marknadsekonomi, räknades det inte till Östblocket. Finlands försiktiga hantering av förhållandet till Sovjetunionen ledde dock till uppkomsten av ordet finlandisering.

## Historik
Före andra världskriget var Sovjetunionen isolerat på världsscenen. Landet var det enda som hade en kommunistisk regim, bortsett från dess lilla grannland Tuva i Asien, som då var Sovjetunionens enda allierade. Tuva kom att uppgå i Sovjetunionen 1944.
Vid andra världskrigets slut 1945 stod Sovjetunionen som en av de ledande segrarmakterna och dess armé hade lagt under sig stora delar av östra Europa som hade varit under tysk ockupation eller styrts av med Tyskland allierade regimer. I hela detta område kom Sovjetunionen under resten av 1940-talet att se till att sätta in kommunistiska regeringar som i praktiken styrdes från Moskva. Länderna blev därmed allierade med och politiskt knutna till Sovjetunionen och eftersom länderna låg i den östra halvan av Europa kom de att tillsammans kallas Östblocket.
Östblocket upphörde att existera åren kring 1990, i och med Michail Gorbatjovs tid vid makten och Sovjetunionens sönderfall. Även om de flesta av länderna nu tillämpar marknadsekonomi är beteckningarna de forna öststaterna eller tidigare öststaterna vanliga. Ordet öststat har på vissa håll i framför allt Nordamerika och Västeuropa kvar en negativ klang, som i dag kan syfta på förment lägre levnadsstandard och svagare samhällsinstitutioner och civilt samhälle än i Västeuropa.

## Kommunistblocket

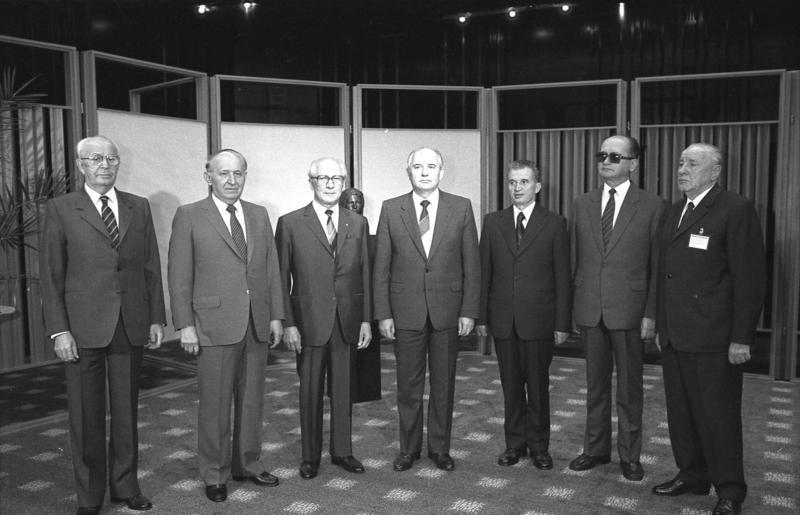
Gruppfoto från Berlin över Östblockets ledare 1987. Från vänster: Tjeckoslovakiens Gustáv Husák, Bulgariens Todor Zjivkov, Östtysklands Erich Honecker, Sovjetunionens Michail Gorbatjov, Rumäniens Nicolae Ceaușescu, Polens Wojciech Jaruzelski och Ungerns János Kádár.

Kommunistblocket kallas ofta den del av världen som efter andra världskriget hade och i vissa fall fortfarande har ett statsskick grundat på kommunistisk ideologi. När man i Europa talar om kommunistblocket menar man ofta Sovjetunionen och dess östeuropeiska så kallade satellitstater, men det kan även inkludera stater i framför allt Asien.

### Länder som inkluderades i "lilla" kommunistblocket
- Sovjetunionen
- Folkrepubliken Polen
- Folkrepubliken Ungern
- Folkrepubliken Bulgarien
- Tyska demokratiska republiken
- Socialistiska republiken Rumänien
- Tjeckoslovakiska socialistiska republiken
- Folkrepubliken Mongoliet

Dessa stater var kommunistiska enpartistater under starkt politiskt inflytande från Sovjetunionen, samtliga var medlemmar i Comecon och alla utom Mongoliet ingick i Warszawapakten. Det lilla kommunistblocket utgjorde det traditionella östblocket och det är vanligen dessa länder som avses med benämningen.

### Länder som räknades in i det "stora" kommunistblocket
- Folkrepubliken Kina
- Nordkorea
- Vietnam (Nordvietnam till 1975)
- Laos
- Kuba
- Socialistiska federativa republiken Jugoslavien
- Socialistiska folkrepubliken Albanien (räknades till lilla kommunistblocket till 1961, då det bröt med Sovjetunionen och lämnade Warszawapakten)

Dessa stater hade alla uttalat kommunistiska eller socialistiska styren och räknades därför till kommunistblocket. Tillsammans med staterna i "lilla" kommunistblocket utgjorde de det "stora" kommunistblocket. Gemensamt för dessa länder var dock att de inte stod under Moskvas direkta inflytande och ofta förde en politik som i många avseenden skiljde sig väsentligt från den i Sovjetunionen. Som regel hade de dock relativt goda relationer till staterna i det "lilla" östblocket och många gånger fanns det ett utpräglat samarbete mellan dem på flera olika områden. Kuba och Vietnam gick med i Comecon på 1970-talet, Albanien var med i Comecon till 1987 trots att det hade brutit politiskt med Sovjetunionen 1961.

### Övriga länder
- Afghanistan (1978-1992), se Demokratiska republiken Afghanistan
- Angola (1975-1992)
- Benin (1975-1990)
- Egypten (1958-ca 1978, som  Förenade arabrepubliken till 1971)
- Etiopien (1975-1991), efter 1987 som Demokratiska Folkrepubliken Etiopien
- Grenada (1979-1983)
- Irak (1963-1991)
- Kambodja (1976-1979), se Demokratiska Kampuchea
- Kongo-Brazzaville (1969-1991), se Folkrepubliken Kongo
- Libyen (1980-talet)
- Madagaskar (1975-1991 (1993))
- Moçambique (1975-1990)[2]
- Somalia (1969-ca 1977), se Somaliska demokratiska republiken
- Sydjemen (1967-1990)
- Syrien (1966-1991)

Dessa stater räknades de facto till kommunistblocket under perioder av det kalla kriget då socialistiska eller kommunistiska regimer satt vid makten men hade inte nödvändigtvis några nära band till de andra kommunistiska staterna i övrigt. Gemensamt för dessa länder var dock att de i en eller annan form mottog stöd från Sovjetunionen och/eller något annat land i kommunistblocket.

### Fotnoter
1. ↑  Rolf Eriksson (20 april 2009). ”I Ungern revs första delen av järnridån” (på svenska). Dagens Nyheter. http://www.dn.se/nyheter/i-ungern-revs-forsta-delen-av-jarnridan/. Läst 25 maj 2017.
2. ↑   https://globalarkivet.se/sites/default/files/documents/2009-06-09/sidor_fran_sodra_afrika_2-2009-24-29.pdf